# 五戸郵便局
五戸郵便局（ごのへゆうびんきょく）は青森県三戸郡五戸町にある郵便局である。民営化前の分類では集配特定郵便局であった。局番号は84004。

## 概要
住所：〒039-1599 青森県三戸郡五戸町天満7-1

## 沿革
- 1872年8月4日（明治5年7月1日） - 五戸郵便取扱所として開設[1]。
- 1875年（明治8年）1月1日 - 五戸郵便局（五等）となる。
- 1876年（明治9年） - 為替取扱を開始。
- 1879年（明治12年） - 貯金取扱を開始。
- 1897年（明治30年）1月16日 - 五戸郵便電信局となる。
- 1903年（明治36年）4月1日 - 通信官署官制の施行に伴い五戸郵便局となる。
- 1968年（昭和43年）10月13日 - 電話交換および和文電報配達業務を五戸電報電話局に移管[2]。
- 1990年（平成2年）10月8日 - 浅田郵便局から集配業務の一部[3]と、上市川郵便局から集配業務の全部を移管[4]。
- 2007年（平成19年）3月5日 - ゆうゆう窓口を廃止し、配達センター局に移行。
- 2007年（平成19年）10月1日 - 民営化に伴い、併設された郵便事業八戸西支店五戸集配センターに一部業務を移管。
- 2012年（平成24年）10月1日 - 日本郵便株式会社発足に伴い、郵便事業八戸西支店五戸集配センターを五戸郵便局に統合。
- 2025年（令和7年）3月3日 - 倉石郵便局から集配業務を移管。

## 取扱内容
- 郵便、印紙、ゆうパック、内容証明
- 貯金、為替、振替、振込、国際送金、国債
- 生命保険、バイク自賠責保険
- ゆうちょ銀行ATM
- 三戸郡五戸町全域（〒039-15xx、〒039-17xx）の集配業務

## 周辺
- 五戸町役場
- 五戸警察署
- 五戸町立五戸小学校
- 国道4号
- 国道454号

## アクセス
- 南部バス 五戸駅（五戸営業所）下車徒歩約7分、もしくは下大町停留所下車
- 八戸自動車道、百石道路 八戸北ICから西へ約14km
- 駐車場あり：14台